# 中野聡
中野 聡（なかの さとし、1959年 - ）は、日本の歴史学者。専門はアメリカ史、米比関係史。一橋大学学長。アメリカ学会・清水博賞、大平正芳記念賞受賞。社会学博士。

## 人物・経歴
東京都世田谷区生まれ。中野登美雄元早稲田大学総長は祖父。父は厚生省薬務局長や協和発酵工業副社長を務めた中野徹雄。東京都立戸山高等学校卒業後、早稲田大学法学部で1年間大学受験勉強を続け、1983年に一橋大学法学部第三課程（国際関係）卒業。社会学部の油井大三郎ゼミ出身。1990年一橋大学大学院社会学研究科地域社会研究専攻博士後期課程単位修得退学。大学院ではサブゼミで本田創造ゼミにも所属。
1990年神戸大学に着任。教養部専任講師、国際文化学部専任講師を経て、1994年6月国際文化学部助教授。うち在任中の1994年9月にフィリピン大学哲学社会科学学部歴史学科客員研究員（文部省在外研究員として1年間。以下の洋行も同じ期間）。1996年、論文「与えられた独立への道：独立法問題をめぐる米比関係史の研究（1929-46年）」にて一橋大学より博士（社会学）の学位を取得。1999年一橋大学に転じた後は社会学部助教授、大学院社会学研究科助教授を経て2003年から同教授、現在に至る。
この間も2005年コロンビア大学ウェザーヘッド東アジア研究所客員研究員（安倍フェローシップ）、2007年歴史学研究会事務局長、2009年一橋大学役員補佐、2013年ジョージ・ワシントン大学シガー・アジア学センター客員研究員（フルブライト研究員）、2014年一橋大学大学院社会学研究科長・社会学部長、2016年一橋大学副学長（国際交流、広報、社会連携担当）兼国際共同研究センター長を務める 。2020年9月1日より第18代一橋大学学長。

## 受賞
- 1997年、第2回アメリカ学会・清水博賞（『フィリピン独立問題史』に対して）
- 2008年、大平正芳記念賞（『歴史経験としてのアメリカ帝国』に対して）

## 著書

### 単著
- 『フィリピン独立問題史 ―独立法問題をめぐる米比関係史の研究（1929-46年）―』龍溪書舎、1997年1月15日。ISBN 978-4844784647。
- 『歴史経験としてのアメリカ帝国：米比関係史の群像』岩波書店、2007年9月26日。ISBN 978-4000025379。
- 『東南アジア占領と日本人：帝国・日本の解体』岩波書店〈戦争の経験を問う〉、2012年7月28日。ISBN 978-4-00-028375-5。
- Japan’s Colonial Moment in Southeast Asia 1942-1945 The Occupiers’ Experience. Routledge Contemporary Japan Series. Routledge. (2018-09-19). ISBN 978-1138541283

### 共編著
- 和田春樹・後藤乾一・木畑洋一・山室信一・趙景達・中野聡・川島真編集委員 編『東アジア世界の近代 19世紀』岩波書店〈岩波講座 東アジア近現代通史 第1巻〉、2010年12月7日。ISBN 978-4000112819。
- 和田春樹・後藤乾一・木畑洋一・山室信一・趙景達・中野聡・川島真編集委員 編『日露戦争と韓国併合 19世紀末-1900年代』岩波書店〈岩波講座 東アジア近現代通史 第2巻〉、2010年10月5日。ISBN 978-4000112826。
  - 「太平洋植民地の獲得とアメリカの「アジアへの道」」（116-135頁）執筆。
- 和田春樹・後藤乾一・木畑洋一・山室信一・趙景達・中野聡・川島真編集委員 編『世界戦争と改造 1910年代』岩波書店〈岩波講座 東アジア近現代通史 第3巻〉、2010年11月19日。ISBN 978-4000112833。
- 和田春樹・後藤乾一・木畑洋一・山室信一・趙景達・中野聡・川島真編集委員 編『社会主義とナショナリズム 1920年代』岩波書店〈岩波講座 東アジア近現代通史 第4巻〉、2011年3月29日。ISBN 978-4000112840。
- 和田春樹・後藤乾一・木畑洋一・山室信一・趙景達・中野聡・川島真編集委員 編『新秩序の模索 1930年代』岩波書店〈岩波講座 東アジア近現代通史 第5巻〉、2011年5月27日。ISBN 978-4000112857。
- 和田春樹・後藤乾一・木畑洋一・山室信一・趙景達・中野聡・川島真編集委員 編『アジア太平洋戦争と「大東亜共栄圏」 1935-1945年』岩波書店〈岩波講座 東アジア近現代通史 第6巻〉、2011年1月27日。ISBN 978-4000112864。
- 和田春樹・後藤乾一・木畑洋一・山室信一・趙景達・中野聡・川島真編集委員 編『アジア諸戦争の時代 1945-1960年』岩波書店〈岩波講座 東アジア近現代通史 第7巻〉、2011年2月17日。ISBN 978-4000112871。
- 和田春樹・後藤乾一・木畑洋一・山室信一・趙景達・中野聡・川島真編集委員 編『ベトナム戦争の時代 1960-1975年』岩波書店〈岩波講座 東アジア近現代通史 第8巻〉、2011年6月28日。ISBN 978-4000112888。
  - 「ベトナム戦争の時代」（1-39頁）執筆。
- 和田春樹・後藤乾一・木畑洋一・山室信一・趙景達・中野聡・川島真編集委員 編『経済発展と民主革命 1975-1990年』岩波書店〈岩波講座 東アジア近現代通史 第9巻〉、2011年7月28日。ISBN 978-4000112895。
- 和田春樹・後藤乾一・木畑洋一・山室信一・趙景達・中野聡・川島真編集委員 編『和解と協力の未来へ 1990年以降』岩波書店〈岩波講座 東アジア近現代通史 第10巻〉、2011年8月30日。ISBN 978-4000112901。
  - 「共同討議 和解と協力の未来へ」共述、「アメリカの世界戦略とアジア」執筆。
- 和田春樹・後藤乾一・木畑洋一・山室信一・趙景達・中野聡・川島真編集委員 編『アジア研究の来歴と展望』岩波書店〈岩波講座 東アジア近現代通史 別巻〉、2011年9月29日。ISBN 978-4000112918。
- 和田春樹、後藤乾一、木畑洋一、山室信一、趙景達、中野聡、川島真『東アジア近現代通史 19世紀から現在まで』 上、岩波書店〈岩波現代全書 043〉、2014年9月18日。ISBN 978-4000291439。
- 和田春樹、後藤乾一、木畑洋一、山室信一、趙景達、中野聡、川島真『東アジア近現代通史 19世紀から現在まで』 下、岩波書店〈岩波現代全書 044〉、2014年9月18日。ISBN 978-4000291446。
  - 「ベトナム戦争の時代」（93-134頁）執筆。

- 中野聡 責任編集『週刊新発見！日本の歴史 43 現代3　アジア・太平洋戦争の全貌』、朝日新聞出版、2014年5月4・11日合併号。ASIN　B00J35B8KE

- 足羽與志子・中野聡・吉田裕 編『平和と和解：思想・経験・方法』旬報社〈一橋大学大学院社会学研究科先端課題研究叢書 6〉、2015年3月27日。ISBN 978-4845114054。